# Fayette (Maine)
Fayette è un comune degli Stati Uniti d'America, situato nello Stato del Maine, nella Contea di Kennebec.